# Joseph Wright of Derby
Joseph Wright of Derby, född 3 september 1734 i Derby, Derbyshire, död 29 augusti 1797 i samma stad, var en engelsk porträtt- och landskapsmålare. Han anses vara den viktigaste målaren på 1700-talet i Midlands.

## Biografi
Wright studerade porträttmåleri i London för Thomas Hudson. Han flyttade tillbaka till Derby, skapade sig snart berömmelse som porträttmålare och fick flera uppdrag även utanför staden. Wright reste omkring i Italien 1773-1775, och utförde en rad målningar av Vesuvius. Han var intresserad av romersk konst och renässanskonst.
Derby Museum and Art Gallery har stora samlingar av Wrights målningar.

## Stil och motiv
Wrights stil påminner om Rembrandts klärobskyrmåleri. Han var vän till upplysningstidens största namn i England, och de beställde porträtt hos honom. Wright utförde en rad målningar med motiv från naturvetenskapens framsteg. I A Philosopher Giving that Lecture on the Orrery in which a Lamp is put in place of the Sun (1766) ser vi hur en naturvetare framställer tellurium. A Philosopher by Lamplight målades 1769, och åren 1771–1773 gjorde han en serie målningar med titeln The Blacksmith’s Shop.

## Verk (urval)

### Upplysningstiden, naturvetenskap

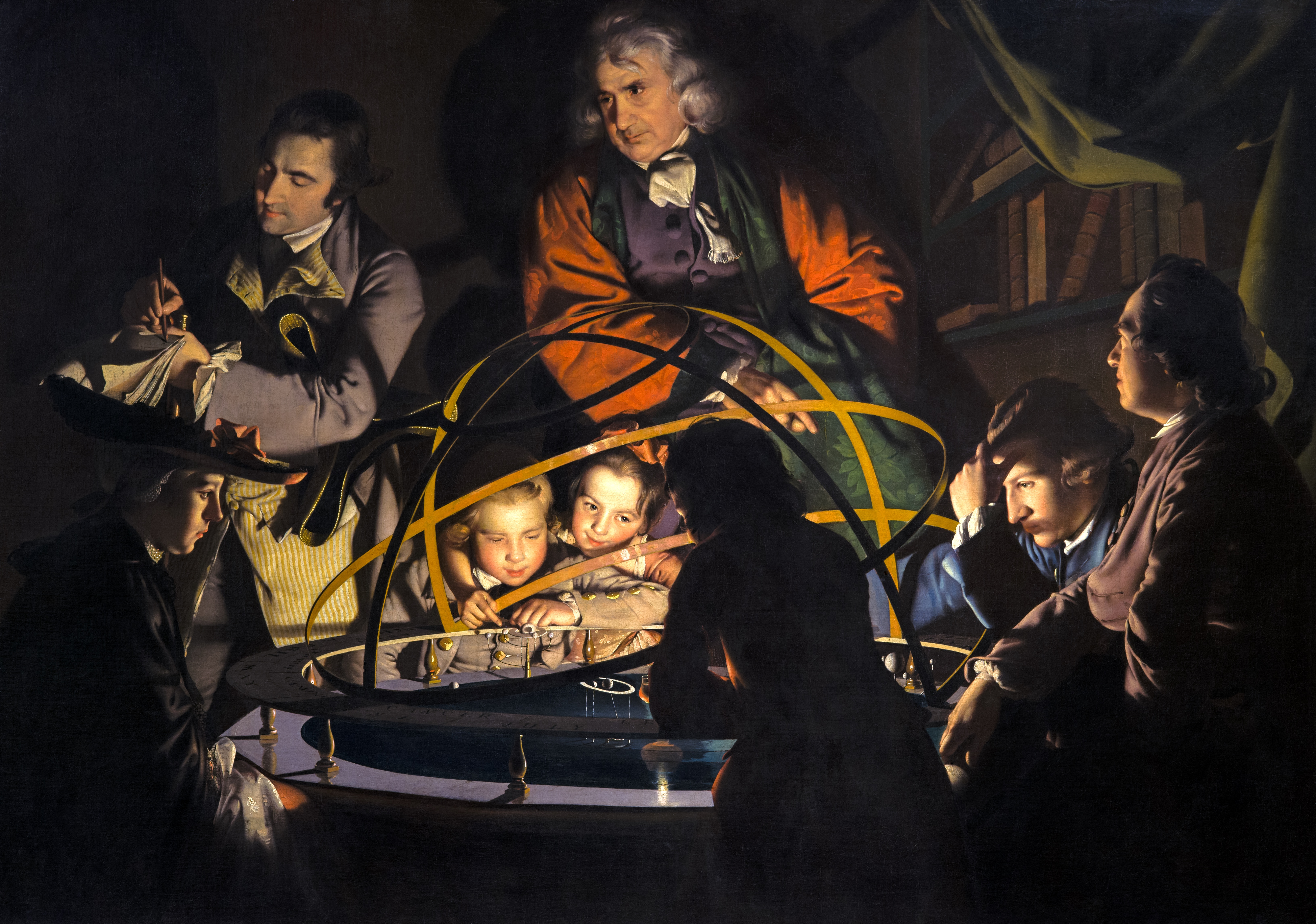
A Philosopher Lecturing on the Orrery, 1766.
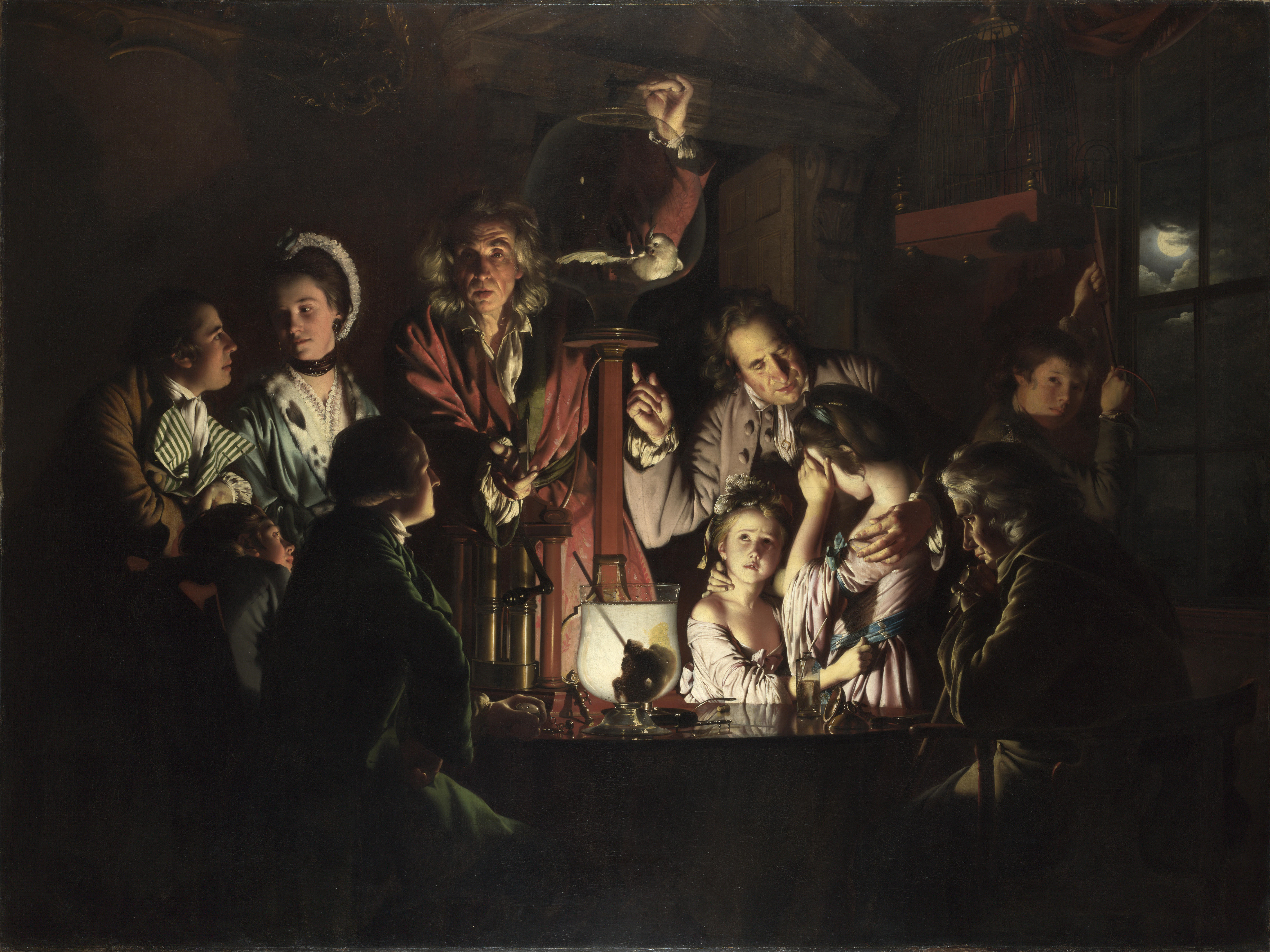
An Experiment on a Bird in the Air Pump, 1768.
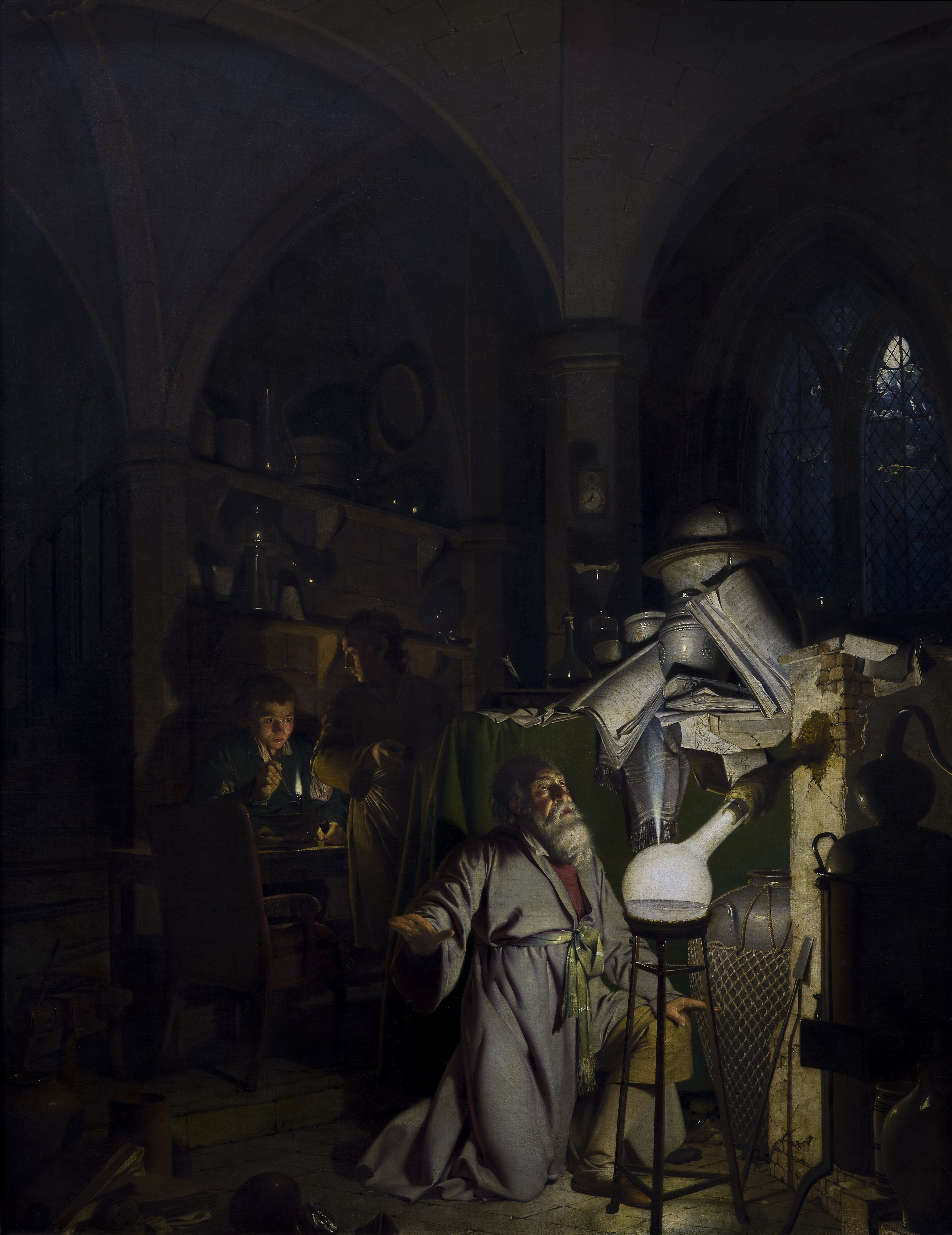
The Alchemist Discovering Phosphorus 1771.

### Landskap

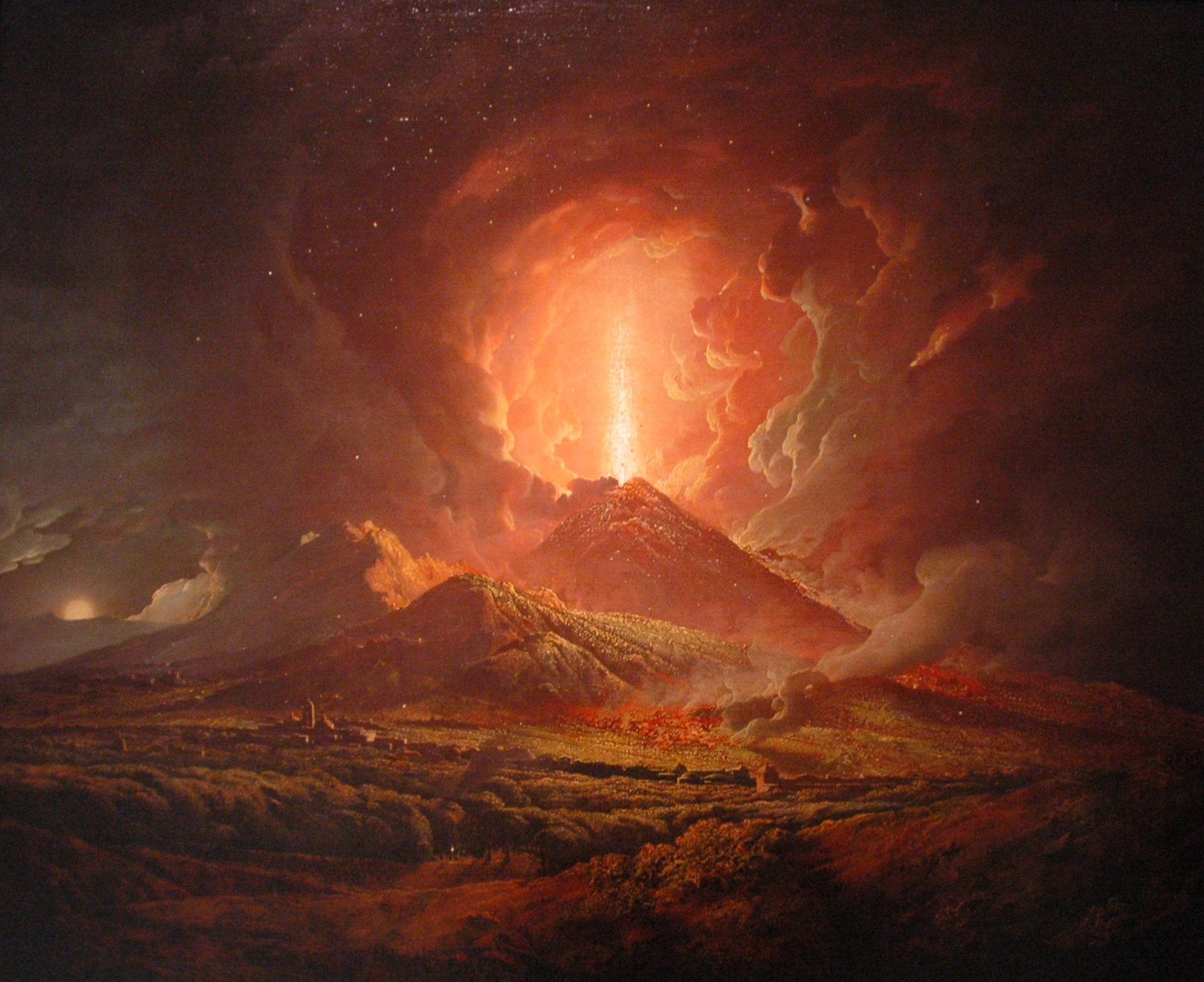
Vesuvius, n. 1775.
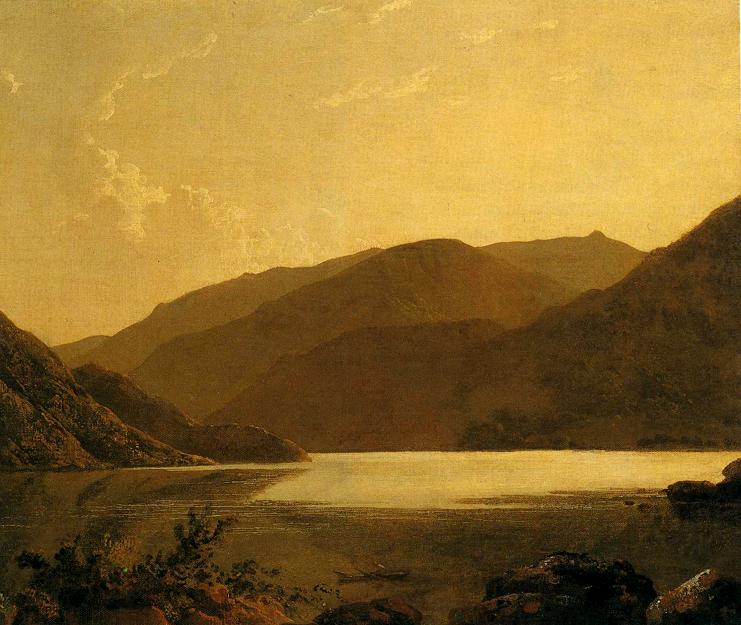
Ullswater, n. 1795.

### Porträtt

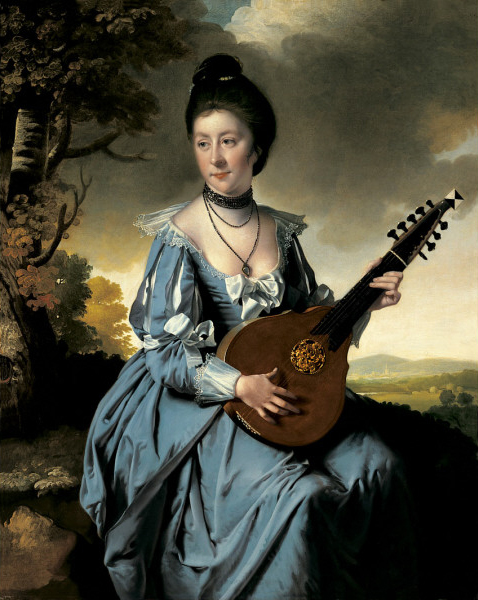
Mrs. Robert Gwillym, 1766
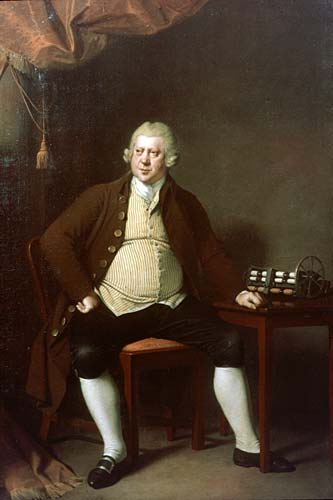
Rickhard Arkwright, 1790
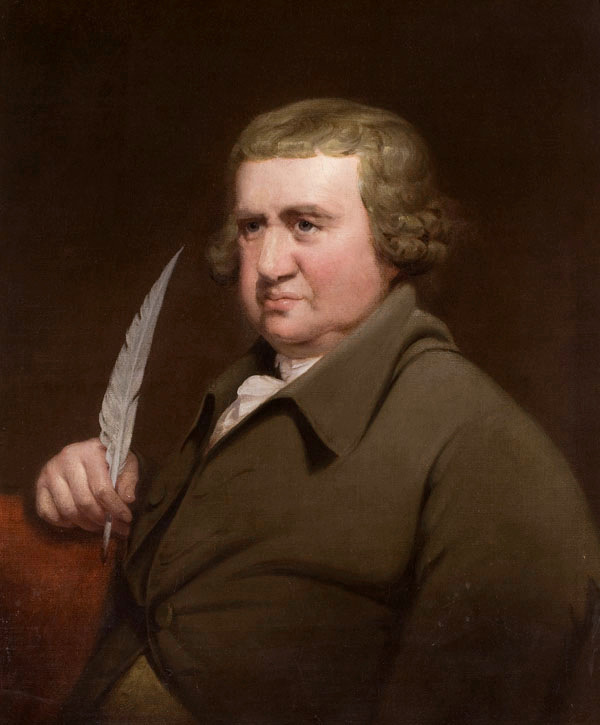
Erasmus Darwin, 1792.